# Trini Kwan
Trini Kwan es la Ranger Amarilla en Power Rangers. Fue interpretada en la serie original por la actriz vietnamita-estadounidense Thuy Trang.
Trini fue originalmente interpretada por la actriz hispana Audri Dubois en un episodio piloto que no fue emitido, pero cuándo el programa fue aceptado para televisivo, se filmó un nuevo capítulo piloto en el que el personaje fue interpretado por la fallecida Thuy Trang, alrededor de quien el ranger fue reescrito. Trini aparece en el remake de 2017, interpretado la cantante por mexico-estadounidense Becky G.

## Biografía del personaje

### Mighty Morphin Power Rangers

#### Primera temporada
En Mighty Morphin Power Rangers, Trini hace su primera aparición realizando una Kata en el primer episodio. Cuándo Rita Repulsa escapa y empieza su planes malvados en la Tierra, Trini, junto con sus amigos Jason Lee Scott, Zack Taylor, Billy Cranston y Kimberly Hart, es una de los cinco adolescentes escogidos por Zordon para recibir un gran poder, representado por los espíritus de los animales prehistóricos. Estos poderes les dan la capacidad de transformarse en los guerreros conocidos como Poder Rangers. Trini es escogida por su compasión, agilidad mental, y su talento para las artes marciales, y se convierte en la Power Ranger Amarilla, y recibe la Moneda de Poder del Tigre Dientes de Sable (traducido en la versión española como smilodón) y el Dinozord Dientes de Sable.
Trini es experta en kung fu. Más tarde se especializa en el arte del Kung Fu de la Mantis Religiosa, reflejando la formación de Thuy Trang  en la vida real. El estilo de lucha de Trini es el denominado "estilo relámpago", que incluye maniobras rápidas, y potentes patadas voladoras. Intenta neutralizar a los enemigos con poca cantidad de fuerza. Trini es una de los intelectuales del equipo, a menudo teniendo que traducir el lenguaje tecnológico de Billy  para que lo entiendan el resto de Rangers.
Por lo general educada, Trini es una persona tranquila y amable. Es ambientalista . Está preparada para esforzarse y ponerse en peligro por sus seres queridos.

#### Segunda temporada
Durante la segunda temporada, con la llegada del nuevo némesis Lord Zedd, los Rangers reciben nuevos Thunderzords para luchar contra los monstruos de Zedd, que resultan ser más poderosos que los creados por Rita Repulsa. Trini recibe el nuevo Thunderzord Grifo.
Además, durante la primera parte de la temporada, Trini es cortejada por un nuevo estudiante de la escuela llamado Richie. Al principio ambos están demasiado nerviosos para hablar entre ellos, pero finalmente Richie se arma de valor para pedirle a Trini una cita de estudio.

### Película de 2017

Becky G como Trini en la película de 2017 Power Rangers.

En la película de 2017, que es un remake moderno de la serie original de Power Rangers, Trini es interpretada por la cantante mexicano-estadounidense Becky G. Se la caracteriza de un modo más cercano al que iba a ser el personaje original de la serie, una mujer mexicana. Su interpretación ha ganado fama por ser el primer superhéroe gay en el cine. Trini revela que Angel Grove es su tercera escuela en tres años, ya que su familia se muda a menudo, pero tiende a evitar la interacción con los demás, de modo que ha estado en la clase de biología de Kimberly durante un año y Kimberly no se dio cuenta de su existencia. Los problemas de Trini empeoran por su familia, ya que sus padres son incapaces de reconocer o aceptar su sexualidad. Sin embargo, mientras entrena con el equipo, después de haberlos conocido mientras practicaba artes marciales en la mina donde Billy encontró las monedas de poder, y a pesar de que conocieron a Zordon y Alpha antes de que Zack le preguntara su nombre, llega a formar un vínculo estrecho con el grupo. Cuando Rita ataca a Trini por su cuenta y "ofrece" perdonarla si Trini le dice la ubicación del Zeo Crystal, Trini advierte al resto del equipo. Después de que logren transformarse en sus trajes de Rangers, Trini se une a los otros para atacar a Goldar en sus zords antes de que formen el Megazord por primera vez.

### Cómics

#### Mighty Morphin Power Rangers: Rosa
Kimberly es el personaje principal de esta miniserie de cómics publicada por Boom! Estudios . La serie es un remake moderno, que también sirve como justificación de la ausencia de Kimberly desde la tercera temporada de Mighty Morphin Power Rangers. Kimberly necesita liberar una ciudad francesa sitiada por Goldar. Busca la ayuda de Zordon, quien usa la Espada de Luz para activar la energía rosa latente dentro de ella. Luego, Kimberly teletransporta a Zack y Trini desde América del Sur para que la ayuden. Zordon usa la Espada de la Luz para compartir el poder de Kimberly con ellos, con lo que Trini vuelve a convertirse en la Ranger amarilla. También se revela que Trini y Zack tienen una relación.

## Desarrollo
El nombre Trini se usó originalmente para el personaje "Trini Crystal" en 1986, en un piloto de televisión de una adaptación estadounidense de la serie Super Sentai Choudenshi Bioman . Descrita como "una artista intelectual y luchadora", fue interpretada por la actriz estadounidense Tricia Leigh Fisher. Aunque Bioman no fue emitido, los nombres de los personajes de Trini, Zack, Kimberly y Billy se usarían más tarde en los Power Rangers.
A principios de la segunda temporada, la actriz Thuy Trang se lesionó la pierna mientras realizaba una acrobacia (el elenco solía realizar sus propias escenas de riesgo). En particular, en el episodio "La invasión del escarabajo" se la puede ver sentada en un banco con una rodillera mientras los otros Rangers jugaban. Por tanto, durante el resto del tiempo de Trang en la serie, su personaje no pudo participar en la mayoría de las escenas de lucha y estuvo ausente en aquellas escenas en las que no se pudo incorporar un asiento.
Cuando Thuy Trang, Austin St. John (Jason) y Walter Jones (Zack) dejaron la serie por disputas contractuales, sus personajes dejaron de aparecer en nuevas secuencias o mirando directamente cámara. En su lugar se utilizaron imágenes de archivo, dobles, o simplemente aparecieron con sus uniformes de Ranger. También se utilizaron las tomas descartadas del episodio de dos partes "Transferencia de poder", en el que sus personajes fueron elegidos para asistir a la Conferencia Mundial por la Paz. Trini insistió a Zordon de que no podían irse, pero Zordon le indicó que la mejor decisión era transferir sus poderes. La Espada de la Luz pasó los poderes de Trini a Aisha Campbell. Aunque Jason regresó más tarde en Power Rangers Zeo, Turbo: A Power Rangers Movie y el especial del décimo aniversario "Forever Red", nunca se dijo qué fue de Zack o Trini tras de la conferencia de paz.
A diferencia de Kimberly, Trini nunca usó falda en su traje de Ranger y aparece con caracteres masculinos en la mayoría de las secuencias de batalla de los Rangers. Esto se debe a que en la primera temporada de Mighty Morphin se utilizaron imágenes de la serie de televisión Kyōryū Sentai Zyuranger de Super Sentai  de 1992, que fue el origen de la versión estadounidense. La contraparte de Trini en Zyuranger, Boi, el Tiger Ranger (interpretado por Takumi Hashimoto), era un hombre. Sin embargo, se hizo una versión femenina del disfraz de Tiger Ranger, esta vez con una falda como ya se había hecho para Kimberly, para la serie Super Sentai 2011 Kaizoku Sentai Gokaiger, que aparece por primera vez en el Episodio 11.

## Recepción
La elección del color de los Ranger Negro (Zack Taylor) y Amarillo (Trini Kwan) ha sido fuente de críticas, debido a la creencia de que son representaciones de sus caracteres raciales. Hay muchas parodias que ilustran el racismo presente en el programa, pero según los productores, no se dieron cuenta de este problema hasta el décimo episodio de Mighty Morphin Power Rangers .
1. ↑  «Ex-student Is Now Majoring In Stardom». Orlando Sentinel. Archivado desde el original el 15 de septiembre de 2012. Consultado el 12 de diciembre de 2010.
2. ↑  «The 10 Things You Forgot About Power Rangers' First Episode - IGN - Page 2». Uk.ign.com. 18 de noviembre de 2015. Consultado el 12 de diciembre de 2015.
3. ↑  «From Power Bow to Hip-Hop-Kido». The Baltimore Sun. Archivado desde el original el 14 de junio de 2012. Consultado el 30 de agosto de 2010.
4. ↑  Kent A. Ono (2009). Contemporary Media Culture and the Remnants of a Colonial Past. p. 145. ISBN 9780820479392. Consultado el 13 de noviembre de 2015.
5. ↑  Lake, Jeff (1 de junio de 2016). «Mighty Morphin Power Rangers: Pink #1 Review». ign.com. Consultado el 3 de abril de 2017.
6. ↑  «Comic Book Reviews for July 27, 2016 - IGN - Page 3». Uk.ign.com. 28 de julio de 2016. Consultado el 4 de abril de 2017.
7. ↑  «Comic Book Reviews for December 14, 2016 - IGN - Page 2». Uk.ign.com. 15 de diciembre de 2016. Consultado el 4 de abril de 2017.
8. ↑  Marsha Kinder (1999). Kids' Media Culture. p. 193. ISBN 0822323710. Consultado el 11 de noviembre de 2015.
9. ↑  Kent A. Ono (2009). Contemporary Media Culture and the Remnants of a Colonial Past. p. 85. ISBN 9780820479392. Consultado el 11 de noviembre de 2015.
10. ↑  «Interview With Original Black Power Ranger, Walter Emanuel Jones - ABC News». Abcnews.go.com. 11 de julio de 2013. Consultado el 12 de agosto de 2013.
11. ↑  «Black Power Ranger Walter Jones - The Show Wasn't ALWAYS Racist». TMZ.com. Consultado el 12 de agosto de 2013.
12. ↑  «'Key & Peele' Takes on the Racism of the Power Rangers». BroBible.com. 19 de noviembre de 2012. Archivado desde el original el 26 de mayo de 2013. Consultado el 12 de agosto de 2013.